# Playa de Benijo
La playa de Benijo es una playa salvaje que se ubica en la costa del caserío que le da nombre, al norte del distrito Anaga, en las inmediaciones del pueblo de Taganana, al que pertenece, en el término municipal de Santa Cruz de Tenerife (Canarias, España).
Concretamente, se emplaza entre el Roque Benijo y el Roque La Rapadura, en el parque rural de Anaga.

## Descripción
La playa, compuesta de arena volcánica negra y grava, se encuentra cerca de los Roques de Anaga, pudiendo ser vistos desde la misma.  
La playa de Benijo es una de las playas nudistas del municipio. Tiene una ocupación media en verano y baja el resto del año y es frecuentada principalmente por habitantes de la isla, teniendo muy poca presencia de turistas. Además, como se trata de una playa virgen, no posee ningún tipo de equipamiento.
El Cabildo de Tenerife, como recomendaciones para el baño y como medidas de seguridad, aconseja que se tenga precaución y que el bañista no se adentre mucho en el mar, sobre todo si el estado de este es malo, ya que puede resultar peligroso.
Se accede a través de la carretera de Taganana TF-134.